# Wilter Ayoví
Wilter Andrés Ayoví Mina (n. Guayaquil, Ecuador; 17 de abril de 1997) es un futbolista ecuatoriano. Juega como delantero y su equipo actual es Libertad Fútbol Club de la Serie A de Ecuador.

## Trayectoria

### Inicios
Wílter Ayoví realizó las categorías formativas en los clubes Academia Alfaro Moreno y Norte América.

### Independiente del Valle
En el 2011 pasa al Independiente del Valle a jugar en las categorías sub-14, sub-16, sub-18 y reserva. Su debut con el plantel principal fue en el 2015. 

### Independiente Juniors
Después es prestado a su filial, el Independiente Juniors que disputaba la Segunda Categoría de Ecuador, club con cual consigue el ascenso a la Serie B al quedar campeón de la Segunda Categoría 2018.

### 9 de Octubre
En enero de 2020 es cedido a préstamo al 9 de Octubre, luego de haber conseguido su ascenso a la Serie B de Ecuador, tras llevar 22 años en Segunda Categoría.

### Mushuc Runa
Desde 2021 hasta 2023 jugó para Mushuc Runa de la Serie A de Ecuador. En 2022 tuvo su debut internacional, jugó la primera fase de la Copa Sudamericana.

## Selección nacional
Fue internacional con la selección sub-20, también ha sido convocado a la selección ecuatoriana sub-23 para disputar el Preolímpico de Colombia 2020, el cual fue clasificatorio a los Juegos Olímpicos de Tokio 2020.

### Categorías inferiores

#### Participaciones en Sudamericanos
| Campeonato                              | Sede      | Resultado    | Partidos | Goles |
| --------------------------------------- | --------- | ------------ | -------- | ----- |
| Sudamericano Sub-17 de 2013             | Argentina | Primera fase | 2        | 0     |
| Sudamericano Sub-20 de 2017             | Ecuador   | Subcampeón   | 7        | 0     |
| Preolímpico Sudamericano Sub-23 de 2020 | Colombia  | Primera fase | 2        | 0     |

#### Participaciones en Copas del Mundo
| Campeonato                  | Sede          | Resultado      | Partidos | Goles |
| --------------------------- | ------------- | -------------- | -------- | ----- |
| Copa Mundial Sub-20 de 2017 | Corea del Sur | Fase de grupos | 2        | 0     |

## Estadísticas

### Clubes
Actualizado al último partido jugado el 16 de agosto de 2025.
| Club                              | Temporada     | Liga  | Liga  | Copas nacionales | Copas nacionales | Copas internacionales | Copas internacionales | Total | Total |
| Club                              | Temporada     | Part. | Goles | Part.            | Goles            | Part.                 | Goles                 | Part. | Goles |
| --------------------------------- | ------------- | ----- | ----- | ---------------- | ---------------- | --------------------- | --------------------- | ----- | ----- |
| Independiente del Valle · Ecuador | 2011          | 0     | 0     | -                | -                | -                     | -                     | 0     | 0     |
| Independiente del Valle · Ecuador | 2012          | 0     | 0     | -                | -                | -                     | -                     | 0     | 0     |
| Independiente del Valle · Ecuador | 2013          | 0     | 0     | -                | -                | -                     | -                     | 0     | 0     |
| Independiente del Valle · Ecuador | 2014          | 0     | 0     | -                | -                | 0                     | 0                     | 0     | 0     |
| Independiente del Valle · Ecuador | 2015          | 9     | 0     | -                | -                | 0                     | 0                     | 9     | 0     |
| Independiente del Valle · Ecuador | 2016          | 10    | 3     | -                | -                | 0                     | 0                     | 10    | 3     |
| Independiente del Valle · Ecuador | 2017          | 9     | 0     | -                | -                | 0                     | 0                     | 9     | 0     |
| Independiente del Valle · Ecuador | 2018          | 0     | 0     | -                | -                | 0                     | 0                     | 0     | 0     |
| Independiente del Valle · Ecuador | Total club    | 28    | 3     | 0                | 0                | 0                     | 0                     | 28    | 3     |
| Independiente Juniors · Ecuador   | 2018          | 35    | 6     | -                | -                | -                     | -                     | 35    | 6     |
| Independiente Juniors · Ecuador   | 2019          | 28    | 5     | 6                | 0                | -                     | -                     | 34    | 5     |
| Independiente Juniors · Ecuador   | Total club    | 63    | 11    | 6                | 0                | 0                     | 0                     | 69    | 11    |
| 9 de Octubre · Ecuador            | 2020          | 5     | 0     | 0                | 0                | -                     | -                     | 5     | 0     |
| 9 de Octubre · Ecuador            | Total club    | 5     | 0     | 0                | 0                | 0                     | 0                     | 5     | 0     |
| Mushuc Runa · Ecuador             | 2021          | 10    | 1     | 0                | 0                | 0                     | 0                     | 10    | 1     |
| Mushuc Runa · Ecuador             | 2022          | 19    | 3     | 6                | 1                | 1                     | 0                     | 26    | 4     |
| Mushuc Runa · Ecuador             | 2023          | 14    | 1     | 0                | 0                | -                     | -                     | 14    | 1     |
| Mushuc Runa · Ecuador             | Total club    | 43    | 5     | 6                | 1                | 1                     | 0                     | 50    | 6     |
| Naranja Mekánica · Ecuador        | 2024          | 2     | 1     | 0                | 0                | —                     | —                     | 2     | 1     |
| Naranja Mekánica · Ecuador        | Total club    | 2     | 1     | 0                | 0                | 0                     | 0                     | 2     | 1     |
| Libertad F. C. · Ecuador          | 2024          | 6     | 0     | 2                | 0                | —                     | —                     | 8     | 0     |
| Libertad F. C. · Ecuador          | 2025          | 22    | 3     | 1                | 0                | —                     | —                     | 23    | 3     |
| Libertad F. C. · Ecuador          | Total club    | 28    | 3     | 3                | 0                | 0                     | 0                     | 31    | 3     |
| Total carrera                     | Total carrera | 169   | 23    | 15               | 1                | 1                     | 0                     | 185   | 24    |
| 1. 2.                             |               |       |       |                  |                  |                       |                       |       |       |

## Palmarés

### Campeonato nacionales
| Título                       | Club                  | País    | Año  |
| ---------------------------- | --------------------- | ------- | ---- |
| Segunda Categoría de Ecuador | Independiente Juniors | Ecuador | 2018 |
| Serie B de Ecuador           | 9 de Octubre          | Ecuador | 2020 |